# Yusuf Dikeç
Yusuf Dikeç   (Göksun, 1 de gener de 1973) és un esportista turc que competeix en tir, en la modalitat de pistola. També és un suboficial de la gendarmeria turca retirat i membre del Jandarma Gücü Sports Club.

## Biografia
Yusuf Dikeç va néixer l'any 1973 al poble de Taşoluk del districte de Göksun a la província de Kahramanmaraş. En acabar l'educació primària va completar la seva educació secundària a Göksun. El 1994 es va enrolar a l'Acadèmia de Gendarmeria i Guàrdia Costanera d'Ankara. Quan es va graduar amb el grau de caporal va iniciar el seu servei a Mardin. El 1999 va tornar a l'Acadèmia i va assolir el rang de sergent. Va servir un any a Istanbul i poc després va entrar a formar part del Jandarma Gücü Sports Club, el club esportiu de la Gendarmeria Turca a Ankara. El 2001 va començar a practicar el tir com a esport. Des de llavors, Dikeç competeix tant a la selecció militar com a la selecció nacional.

## Carrera esportiva
Ha estat campió turc de tir en diverses ocasions i té el rècord nacional en diferents categories de pistola.
L'any 2006 Dikeç va establir un nou rècord mundial en una prova de pistola de foc central de 25 m al Campionat del Món Militar CISM celebrat a Rena, Noruega, anotant 597 punts.
El 2008 va participar als Jocs Olímpics d'Estiu a Pequín, en les modalitats de pistola d'aire de 10 metres i pistola 50 metres, on va assolir la 44ena i 22ena posició respectivament.
El 2012 va guanyar la medalla de bronze en la prova de pistola d'aire de 10 metres a la final de la Copa del Món ISSF celebrada a Bangkok, Tailàndia. També va participar als Jocs Olímpics d'Estiu a Londres en les modalitats de pistola d'aire de 10 metres i pistola 50 metres, on va assolir la 27ena i 13ena posició respectivament.
Al Campionat d'Europa de Tir de 2013 celebrat a Osijek, Croàcia, del 21 de juliol al 4 d'agost, es va convertir en doble medallista d'or en pistola estàndard de 25 m i pistola de foc central de 25 m. També va guanyar una medalla de plata a la prova per equips estàndard de 25 m amb els seus companys Fatih Kavruk i Murat Kılınç i una altra medalla d'or a la competició per equips de pistola de foc central de 25 m. En la prova de pistola de 50 m, va guanyar una altra medalla de plata amb els seus companys Ömer Alimoğlu i İsmail Keleş.
El 2016 va participar als Jocs Olímpics d'Estiu a Rio de Janeiro, en les modalitats de pistola d'aire de 10 metres i pistola 50 metres, on va assolir la 21ena i 22ena posició respectivament.
Al Campionat d'Europa de Tir de 2021 a Osijek, Croàcia, va guanyar la medalla de bronze amb els seus companys d'equip Serdar Demirel i İsmail Keleş a la prova d'equips de 10 m amb pistola d'aire. El mateix any va participar als Jocs Olímpics d'Estiu a Tòquio, en la modalitat de pistola d'aire, on va assolir la 24ena posició.
El 2024 va aconseguir una medalla de plata als Jocs Olímpics d'Estiu de París amb la seva companya Şevval İlayda Tarhan en la modalitat d'equips mixtes 10 m amb pistola d'aire després de ser derrotats per l'equip de Sèrbia. Una fotografia en què es veia a Dikeç disparant amb l'altra mà a la butxaca i sense accessoris es va fer viral a la plataforma X (Twitter), on va superar els 21 milions de visualitzacions i van fer que es tornés viral a les xarxes socials.
Alguns esportistes olímpics com ara Armand Duplantis, Nina Kennedy i Roje Stona van imitar la seva particular posició de tir com a celebració dels seus propis assoliments olímpics.